# Plomba

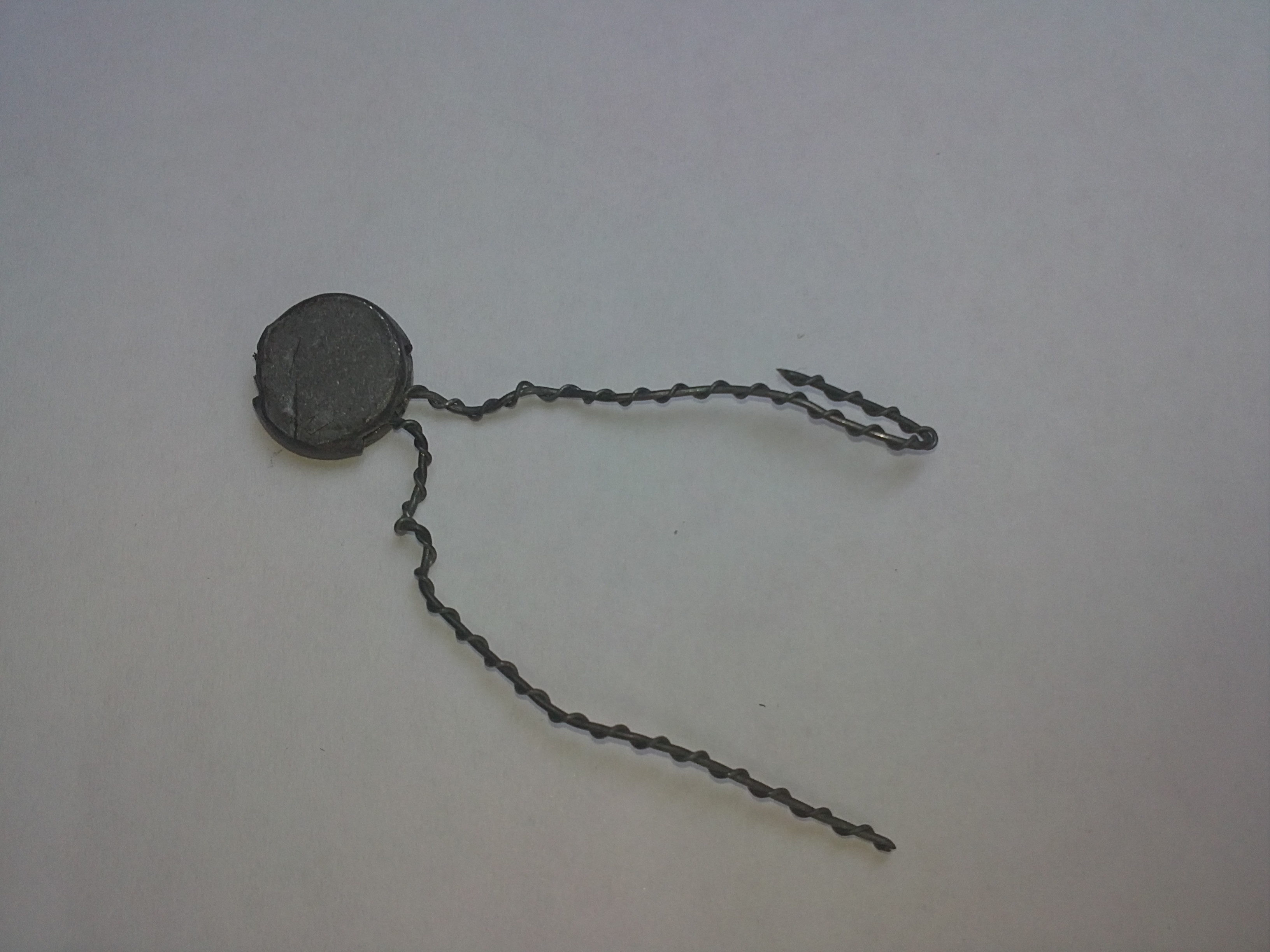
Ólomplomba drótjával

A plomba más néven zárópecsét vagy ólomzár hitelesítő vagy minősítő fémzár. Fő funkciója szerint jogi zár. Fogalmát, elhelyezésének és eltávolításának feltételeit jogszabályok írják elő.
A lefoglalt dolgot állagsérelem nélkül, azonosításra alkalmas jellel (így különösen címke, pecsét vagy ólomzár) kell ellátni.
A plomba mérőkészülék esetén az elosztói engedélyes  tulajdonát képezi. Eltávolítását (plombabontás) csak az erre feljogosított  személy végezheti.
Ólomzár néven is említik: Összenyomott, érme nagyságú ólomkorongon keresztülhúzott zsinegből álló, rendszerint vasúti teherkocsikra vagy csomagokra, zsákokra tett zár. 

## A szó eredete
A szó a német Plombe (ólomzár) átvétele. (A német nyelvbe a latin plumbum ("ólom") szó felhasználásával került. Ugyancsak ez a szó az eredete a fogászatban használt, tömést jelölő plombának).  Ma már esetenként  az ólomtól eltérő egyéb anyagok (pl. műanyag) felhasználásával készül.

## A plombák története és generációi
A plomba a legrégebben, már az ókor óta alkalmazott szimbolikus zár, mely a termékhez való hozzáférést jelzi. Egy átlagos zárral szemben elsősorban nem az a feladata, hogy fizikai védelmet nyújtson a megőrzendő értékeknek, hanem azzal fejt ki visszatartó erőt a plombált értékek eltulajdonítása ellen, hogy jelzi az arra irányuló kísérletet.
Az első időkben agyagból, majd viaszból és egy rajtuk keresztülvezetett zsinórból készített plombák gyakorlatilag nagy méretű pecsétek voltak, és csak adott körülmények között (vízzel frissen elkeverve/megolvasztva) voltak felhelyezhetők. Aránylag könnyen teljes méretükben repedtek vagy törtek, nem csak eltávolítási kísérlet esetén, de környezeti hatások miatt is. Ez egyrészt rendkívül időigényessé tette az alkalmazásukat, másrészt teret adott a plombák nem hozzáférési kísérletből eredő roncsolódásának.
A modern plombák első generációja az 1800-as évek végétől, ill. az 1900-as évek elejétől terjedt el. Széles körben legelőször a városok közműveinek mérőóráin kezdték őket használni, hogy meggátolják azok visszaállítását. Később a logisztikában először a vonatok vagonjain használták őket jelentősebb mennyiségekben, majd széles körű használatuk később a közúti árufuvarozásra is átterjedt. A logisztikában a cél már nem csupán az illetéktelen hozzáférés meggátlása, hanem a plombák egyedi sorszáma alapján a szállítmányok nyomon követhetővé tétele is volt. Ezeket az első generációs plombákat fémből gyártották.
A modern plombák második generációját az 1940-es évektől műanyagból gyártott plombák jelentették, melyek széleskörű elterjedésére azonban csak jó 20 évvel később, a mai modern, rugalmas műanyagok, a polipropilén és a polietilén 1950-es évek végén beinduló tömeggyártása után kerülhetett sor. Széles körben kezdték használni a plombákat nem csak kifejezetten a lopás, de az érzékeny termékekhez való hozzáférés jelzésére is.
A gyártástechnológia (precíziós fröccsöntés, ultrahangos hegesztés) és a műanyagipar (lézeradalékok) folyamatos fejlődésével ezekből alakult ki a plombák harmadik generációja. Lehetőség nyílt a fémbetétes műanyag plombák gyártására, melyek egyesítik a műanyag plombák előnyeit a fémből készíthető bonyolultabb, nehezebben hamisítható zárbetétekkel, a tisztán műanyag plombákétól csak minimálisan magasabb előállítási költség mellett. A fejlettebb műanyagok már lézergravírozó géppel is jelölhetők, mellyel magas felbontású, nagy részletességű grafikai elemeket, például vonal- és QR kódokat is fel lehet tüntetni a plombákon.

## Vonatkozó jogszabályok
- 118/2017. (XII. 21.) MEKH rendelet a hálózathasználati szerződés felek általi megszegésének egyes eseteire vonatkozó jogkövetkezmények mértékéről és alkalmazásáról [3]
- 127/1991. (X. 9.) Korm. rendelet a mérésügyről szóló törvény végrehajtásáról [4]
- A Bizottság (EU) 2017/548 végrehajtási rendelete (2017. március 23.) a menetíró készülékek plombájának eltávolítására vagy feltörésére vonatkozó írásbeli nyilatkozat szabványosított formájának meghatározásáról